# 東京都立農林高等学校
東京都立農林高等学校（とうきょうとりつ のうりんこうとうがっこう）は、かつて東京都青梅市勝沼一丁目にあった東京都立高等学校。名称に「農林」とあるが家庭科を併設していた。
東京都立青梅東高等学校との統合再編により、2009年3月31日をもって閉校した。後継校は東京都立青梅総合高等学校である。

## 設置学科
- 全日制課程（2007年閉課）
  - 園芸科
  - 食品製造科
  - 農業土木科
  - 林業科
  - 家政科
- 定時制課程
  - 園芸科
  - 普通科

## 沿革
- 1909年 - 東京府立農林学校として開校。
- 1943年 - 東京都立農林学校と改称。
- 1950年 - 東京都立農林高等学校と改称。
- 1951年 - 男女共学化。
- 2005年 - 全日制課程の生徒募集を停止。
- 2006年 - 定時制課程の生徒募集を停止、東京都立青梅東高等学校との統合校である東京都立青梅総合高等学校へ移行する。
- 2007年 - 全日制課程を閉課。
- 2009年 - 定時制課程を閉課、同時に閉校となった。

## 校長
- 鈴木武太郎：1917年5月21日 -

## 著名な出身者
- 橋本義夫 - ふだん記運動提唱者
- 木崎茂男 - 元自由民主党衆議院議員、府立農林学校卒
- 島田久 - 元民主党衆議院議員
- 井上篤太郎 - 元羽村市長
- ヒライハルキ - ミュージシャン
- ストロング小林 - プロレスラー